# Kotschya suberifera
Kotschya suberifera es una especie de planta floral del género Kotschya, tribu Dalbergieae, familia Fabaceae.

## Distribución
Se distribuye por Zambia.

## Taxonomía
Fue descrita por Verdc. y publicada en Kew Bulletin 24: 38 (1970).